# Вилијам Винчестер
Вилиам Вирт Винчестер (енгл. William Wirt Winchester; 22. јуна 1837. - 7. марта 1881) био је благајник компаније Винчестер. На том положају је остао до своје смрти 1881. године.

## Породица
Био је син Оливера Фишера Винчестерa и Жане Елен. Рођен је у Балтимору.Оженио се са Саром Винчестер, 30. септембра 1862. године. Имали су једну кћерку која је умрла неколико недеља од рођења. Вилијам је умро у Њу Хејвену, 7. марта 1881. од туберкулозе.